# Киборт, Леонтий Леонтьевич
Леонтий Леонтьевич Киборт (11 февраля 1855 — после 1912) — полковник, командир 113-го Старорусского пехотного полка.

## Биография
Происходит из дворян  Ковенской губернии. Вера — римско-католическая. Представитель рода Киборт ( польск. Kibort, лит. Kibartas), восходящего к древнему литовскому боярству начала XIV в. (Blaszczyk G., Herbarz Szlachty Zmudzkiej, Tom III, с.71) герба Лосятинских. Герб Лосятинских известен с XV в. 
Жена и дети были римско-католического вероисповедания. Недвижимости семья не имела.
- С 29 декабря 1871 г. — унтер-офицер 111 пехотного Донского полка.
- С 1 сентября 1873 г. — учёба в Рижском пехотном юнкерском училище.
- С 21 июля 1875 г. —   портупей-юнкер.
- С декабря 1875 г. — прапорщик 111 пехотного Донского полка.
- С апреля 1877 г. — по сентябрь 1894 г.- служба в 6 Армейском пехотном батальоне; в Бобруйском резервном батальоне; 21 резервном Кадровом батальоне в должностях адъютанта, делопроизводителя по суду, квартирмистра, председателя батальонного суда.
- С 26 Февраля 1896 г. — подполковник 1ЗЗ Симферопольского пехотного полка, председатель полкового суда, командир 3-го батальона, председатель распорядительного комитета офицерского собрания.
- С 17 мая 1904 г., — служба в Окружном штабе военно-окружного управления Маньчжурской армии.
- С 12 июня 1904 г. — служба в управлении гарнизона Ляоянского укрепрайона (штабные занятия).
- С 28 июля 1904 г. — служба в 8 Сибирском Томском пехотном полку.
- С 27 августа 1904 г. — служба в Телине.
- С 3 сентября 1904 г. — служба в Мукдене.
- С 20 мая 1905 г. — служба в Гунжулине.
- С 5 марта 1905 г. — за отличия в боях с японцами Высочайше пожалован чин полковника со старшинством с 16 августа 1904 г.
- С 30 апреля 1906 г.  — командир 4-го батальона 133 Симферопольского полка.
- С 17 сентября 1907 г. — 30 октября 1912 г. — командир  113 Старорусского пехотного полка[1], полковник, временно командовал 1-й бригадой 29 пехотной дивизии[2].
- С 29 апреля 1912 г. — по 2 августа 1912 г. — на лечении в Пятигорской лечебно-санитарной станции.
- 21 декабря 1912 г. — Высочайше утверждена отставка Л. Л. Киборта с присвоением чина генерал-майора, с мундиром и пенсией по Виленскому губернскому казначейству.

## Семья
- Отец — Леонтий (Леон-Франц) Киборт, (27.06.1824—?)
- Мать — Виктория, урождённая Милевская (1830—1881[3]), дворянка.
- Братья — Антон, Станислав, Юзеф-Ян, Станислав-Феликс.
- Жена — Жозефина Петровна, урождённая Китовская, дворянка.
  - Дочь — Юзефина-Элеонора, (7.11.1879—?)
  - Дочь —  Казимира-Анна, (7.04.1884—?)
  - Сын —  Иван-Леон (12 июля 1886—март 1931)[3]
  - Дочь —  Мария-Казимира, (6.01.1888—?)
  - Дочь —  Екатерина-Бронислава, (10.11.1893—?)

## Награды
- Орден Святого Станислава III степени
- Орден Святого Станислава II степени
- Орден Святой Анны III степени
- Орден Святого Владимира IV степени с бантом за 25 службы в офицерский чинах
- Медаль темно-бронзовая — за Турецкую кампанию 1877—1878 гг.
- Медаль серебряная — в память царствования имп. Александра III
- Медаль темно-бронзовая — за участие в первой народной переписи Российской Империи
- Медаль светло-бронзовая — за Японскую кампанию 1904—1905 гг.

За время службы  Л. Л. Киборт взысканий и штрафов не имел.
- При открытии памятника в Риге в честь 200-летия присоединения Лифляндии к России (4-5 июля 1910 г.), Л. Л. Киборт принимал участие в параде в Высочайшем присутствии Государя Императора Николая II в составе командования батальонов, командированных от всех полков 29 пехотной дивизии[4]. Данное событие освещает кинохроника, снятая оператором Александром Станке, - первая кинокартина, снятая в Латвии[5]
- Под командованием Л.Л. Киборта служил поручик Андрей Яковлевич Ларко - известный позднее эстонский военачальник и политический деятель, начальник генерального  штаба вооруженных сил Эстонской республики, генерал-майор Андрес Ларка (Общий список офицерским чинам Русской Императорской Армии, Спб, 1909).
- Под командованием Л.Л. Киборта служил штабс-капитан Александр Иванович Тениссон - российский и эстонский военачальник и политический деятель, В 1934—1939 — мэр Тарту, в 1939—1940 — мэр Таллина. В 1937 — заместитель председателя Национального собрания, генерал-майор (Общий список офицерским чинам Русской Императорской Армии, Спб, 1909).
- Потомки Л. Л. Киборта по линии его сына Ивана-Леона проживают в городах Москве, Краснодаре и Майкопе.